# Gerichtsbezirk Eger
Der Gerichtsbezirk Eger (tschechisch: soudní okres Cheb) war ein dem Bezirksgericht Eger unterstehender Gerichtsbezirk im Kronland Böhmen. Er umfasste Gebiete im Westen Böhmens im Bezirk Eger. Zentrum des Gerichtsbezirks war die Stadt Eger (Cheb). Das Gebiet gehörte seit 1918 zur neu gegründeten Tschechoslowakei und ist seit 1991 Teil der Tschechischen Republik.

## Geschichte
Die ursprüngliche Patrimonialgerichtsbarkeit wurde im Kaisertum Österreich nach den Revolutionsjahren 1848/49 aufgehoben. An ihre Stelle traten die Bezirks-, Landes- und Oberlandesgerichte, die nach den Grundzüge des Justizministers geplant und deren Schaffung am 6. Juli 1849 von Kaiser Franz Joseph I. genehmigt wurde. Der Gerichtsbezirk Eger gehörte zunächst zum Kreis Eger und umfasste 1854 die 80 Katastralgemeinden Altalbenreuth, Altkinsberg, Au, Boden, Dobrazen, Dürnbach, Eger, Eichelberg, Fischern, Förba, Gaßnitz, Gehaag, Gosel, Großschüttüber, Grün, Hartessenreuth, Harth, Honnendorf, Kammerdorf, Knöba, Konratsgrün, Kornau, Kötschwitz, Kreuzenstein, Kropitz, Kulsam, Langenbruck, Lapitzfeld, Liebeneck, Liebenstein, Lindenhau, Markhausen, Matzelbach, Mies, Mostau, Mühlbach, Nebanitz, Oberkunreuth, Oberlindau, Oberlohma, Oberlosau, Oberndorf, Oberreuth, Oberschön, Oedt, Palitz, Pilmers, Pirk, Pograth, Rathsam, Reichersdorf, Reisig, Riem, Rossenreuth, Scheibenreuth, Schirnitz, Schlada, Schöba, Schönlind, Sebenbach, Seeberg, Seichenreuth, Stabnitz, Stein, Tannenberg, Taubrath, Thurn, Tischnitz, Tobießenreuth, Trebendorf, Treunitz, Triesenhof, Ulrichsgrün, Unterkunreuth, Unterlindau, Unterlohma, Unterlosau, Unterpilmersreuth, Unterschön, Wogau und Zettendorf.
Der Gerichtsbezirk Eger bildete im Zuge der Trennung der politischen von der judikativen Verwaltung ab 1868 gemeinsam mit dem Gerichtsbezirk Wildstein (Vildštejn) den Bezirk Eger.
Im Gerichtsbezirk Eger lebten 1869 31.574 Menschen, 1900 waren es 41.601 Personen.
Der Gerichtsbezirk Eger wies 1910 eine Bevölkerung von 46.139 Personen auf, von denen 41.706 Deutsch und lediglich 149 Tschechisch als Umgangssprache angaben. Im Gerichtsbezirk lebten zudem 4.284 Anderssprachige oder Staatsfremde.
Durch die Grenzbestimmungen des am 10. September 1919 abgeschlossenen Vertrages von Saint-Germain kam der Gerichtsbezirk Eger vollständig zur neugegründeten Tschechoslowakei, wobei die Gerichtseinteilung bis 1938 im Wesentlichen bestehen blieb. Nach dem Münchner Abkommen wurde das Gebiet Teil dem Landkreis Eger bzw. dem Sudetenland zugeschlagen.
Nach dem Zweiten Weltkrieg wurde das Gebiet Teil des Okres Cheb, zu dem es bis heute gehört. Nachdem die Bezirksbehörden im Zuge einer Verwaltungsreform 2003 ihre Verwaltungskompetenzen verloren, werden diese von den Gemeinden bzw. dem Karlovarský kraj wahrgenommen, zu dem das Gebiet um Cheb seit Beginn des 21. Jahrhunderts mit anderen Bezirken zusammengefasst wurde.

## Gerichtssprengel
Der Gerichtssprengel umfasste 1910 die 27 Gemeinden Altalbenreuth (Mýtina), Altkinsberg (Starý Hrozňatov), Dürnbach (Potočiště), Eger (Cheb), Eichelberg (Dubina), Franzensbad (Františkovy Lázně), Gaßnitz (Jesenice), Gehaag (Háje), Großschüttüber (Velka Šitboř), Konradsgrün (Salajna), Kulsam (Odrava), Lapitzfeld (Lipoltov), Liebenstein (Libštejn), Matzelbach (Maskov), Mostau (Mostov), Mühlbach (Pomezí), Nebanitz (Nebanice), Oberlohma (Horní Lomany), Palitz (Palič), Pilmersreuth (Pelhřimov), Scheibenreuth (Okrouhlá), Schlada (Slatina), Schöba (Všeboř), Seeberg (Ostroh), Stein (Skalka), Thurn (Tuřany) und Tirschnitz (Tršnice).